# 福井健一郎
福井 健一郎（ふくい けんいちろう、1970年3月4日 - ）は、日本の作曲家。兵庫県出身。コナミ、スクウェア・エニックスでのゲーム音楽制作を経て、現在は専門学校HAL東京のミュージック学部教官。

## 概要
1990年ゲーム会社のコナミに入社。『リーサルエンフォーサーズ』『サンセットライダーズ』『学問ノススメ』の作曲を手がける。コナミの矩形波倶楽部ではキーボードを担当し、東京武道館でのライブイベントにも参加している。
1995年、大阪に存在したスクウェア（現スクウェア・エニックス）の子会社「ソリッド」へ移籍。その後、東京へと異動。スクウェア時代には、『アインハンダー』、『FRONT MISSION5 Scars of the War』などの作曲と『ファイナルファンタジーVII アドベントチルドレン』、『半熟英雄4』などの編曲を担当する。
2007年、専門学校HAL東京（開校は2009年春）へ就任し、後進の指導を行う傍ら、ゲームやドラマの音楽制作、ライブ活動なども行っている。

## 作品
- サンセットライダーズ （1991年）: 作曲
- G.I.ジョー （1991年）: 作曲
- XEXEX （1992年）: 作曲
- リーサルエンフォーサーズ （1992年）: 作曲
- バイオレントストーム （1993年）: 作曲
- アインハンダー （1997年）: 作曲
- オールスタープロレスリング（2000年）:
- オールスタープロレスリングII（2000年）:
- オールスタープロレスリングIII（2003年）:
- 半熟英雄4 〜7人の半熟英雄〜 （2005年）:
- ファイナルファンタジーVII アドベントチルドレン （2005年）: 作曲、編曲、演奏 - 植松伸夫、関戸剛、河盛慶次と共作
- FRONT MISSION5 Scars of the War（2005年）: 作曲
- ファイナルファンタジーXII テーマ『Kiss Me Good-Bye』（2006年）: 編曲、作曲 - 植松伸夫、歌 - アンジェラ・アキ
- PROJECT SYLPHEED （2007年）: 作曲
- ファイナルファンタジーXII レヴァナント・ウイング （2007年）：作曲
- ファイナルファンタジーIV （2007年）: 編曲
- ファイナルファンタジーIV テーマ 『月の明かり-ファイナルファンタジーIV 愛のテーマ-』 （2007年）: 編曲、ピアノ演奏、作曲 - 植松伸夫、作詞 - 時田貴司、歌 - 伊田恵美
- オトメディウスG（ゴージャス!） （2008年）: 一部編曲
- ロード オブ アルカナ （2010年）：作曲
- オトメディウス エクセレント! （2011年）: 一部編曲
- RMIX 舞台「魔王転生」音楽制作担当（他、多数参加）
- 藤子・F・不二雄のパラレル・スペース（WOWOW ミッドナイト☆ドラマ）　第6話「ボクラ共和国」音楽担当（植松伸夫と共作）

## ディスコグラフィー

### アルバム
- アインハンダー オリジナル・サウンドトラック
- ファイナルファンタジーVII アドベントチルドレン オリジナル・サウンドトラック
- THE BLACK MAGES
- THE BLACK MAGES II 〜The Skies Above〜
- MORE FRIENDS music from FINAL FANTASY - FFオーケストラコンサート
- Kiss Me Good-Bye(DVD付) [Single] [Limited Edition] (歌：アンジェラ・アキ)
- ファイナルファンタジーIV オリジナル・サウンドトラック
- 月の明かり-ファイナルファンタジーIV愛のテーマ-(DVD付）[Single] （歌：伊田恵美）
- PROJECT SYLPHEEDオリジナル・サウンドトラック
- THE BLACK MAGES III Darkness and Starlight(2008年3月)
- 世界樹の迷宮II 諸王の聖杯 アレンジ・サウンドトラック

### DVD映像作品
- VOICES music from FINAL FANTASY - FFオーケストラコンサート、THE BLACK MAGESによるライブ（DVD）:再臨：片翼の天使を演奏。

## ライブ・公演
以下には直接関わっているものを記載する。
- THE BLACK MAGESアルバム発売記念ライブ(2003年2月)
- THE BLACK MAGES II LIVE “The Skies Above”(2005年1月)
- MORE FRIENDS music from FINAL FANTASY - FFオーケストラコンサート、THE BLACK MAGESによるライブ(2005年5月)
- VOICES music from FINAL FANTASY - パシフィコ横浜 国立大ホールでのFFオーケストラコンサートツアー、

アンコールでのTHE BLACK MAGESによるライブ<再臨：片翼の天使（FINAL FANTASY VII アドベントチルドレン）を2回>(2006年2月18日)
- EXTRA - 新木場STUDIO COASTで開催されたゲーム音楽ライブイベントに大トリで出演。4曲を演奏した。なお、ステージの大型ビジョンに表記された曲名と実際に演奏された曲名が一部異なっていた。(2007年7月7日)
- PRESS START 2007 -SYMPHONY OF GAMES-（2007年9月17日(月・祝) パシフィコ横浜のみ出演）
- 2008年8月9日 - 『THE BLACK MAGES III Darkness and Starlight LIVE』、横浜BLITZにて開催。